# Florian Buks
Florian S. Buks (ur. 23 lutego 1943 w Janówce, zm. 4 września 2021 w Puszczykowie) – polski przedsiębiorca, urzędnik i dyplomata.

## Życiorys
Ukończył studia na Politechnice Szczecińskiej i Politechnice Poznańskiej. Kształcił się także w Wielkiej Brytanii. Prowadził firmę importowo-eksportową. Był prezesem Centrum Innowacji i Przedsiębiorczości w Poznaniu. W latach 1995–2001 dyrektor Warszawskiego Biura Handlowego w Tajpej. Do 2002 dyrektor Wydziału Strategii i Promocji Urzędu Marszałkowskiego w Poznaniu. Od 2002 do 2003 dyrektor Biura Integracji Europejskiej w Wielkopolskim Urzędzie Wojewódzkim w Poznaniu. Od 2003 kierował Wydziałem Handlowo-Ekonomicznych Ambasady RP w Singapurze.
Od 2001 mieszkał w Luboniu, gdzie został też pochowany. Syn Henryka i Antoniny. Żonaty z Barbarą Buks z domu Szweycer. Ojciec Karola, kierowcy wyścigowego i przedsiębiorcy oraz Andrzeja, bankiera.